# Fränzi Mägert-Kohli
Franzinska Mägert-Kohli –conocida como Fränzi Mägert-Kohli– (Thun, 31 de mayo de 1982) es una deportista suiza que compitió en snowboard, especialista en las pruebas de eslalon paralelo.
Ganó dos medallas en el Campeonato Mundial de Snowboard, oro en 2009 y bronce en 2007.

## Medallero internacional
| Campeonato Mundial | Campeonato Mundial         | Campeonato Mundial | Campeonato Mundial       |
| Año                | Lugar                      | Medalla            | Competición              |
| ------------------ | -------------------------- | ------------------ | ------------------------ |
| 2007               | Arosa (Suiza)              | Medalla de bronce  | Eslalon gigante paralelo |
| 2009               | Hoengseong (Corea del Sur) | Medalla de oro     | Eslalon paralelo         |